# Неђо Керовић
Неђо Керовић (1886—1916) био је српски родољуб из Босне који је учествовао у припреми Сарајевског атентата. Осуђен заједно са оцем Митром на Сарајевском процесу, умро је у аустријској тамници 1916.

## Сарајевски атентат
Неђо Керовић био је земљорадник из села Тобут, код Лопара, рођен око 1886. године, отац двоје деце. Дошао је у везу са активностима Младе Босне преко свог оца Митра. Митар Керовић био је кум Вељка Чубриловића, истакнутог младобосанца, који је био учитељ у оближњем Прибоју на Мајевици. На молбу свог кума, Неђо је заједно са Цвијаном Стјепановићем на својим колима у ноћи 1/2. јуна 1914. превезао у Тузлу Гаврила Принципа и Трифка Грабежа, као и оружје које је касније коришћено у атентату на аустроугарског престолонаследника Франца Фердинанда. Он и Стјепановић предали су оружје Мишку Јовановићу у Тузли.

### Сарајевски процес, тамновање и смрт
На суду је изјавио да су му Принцип и Грабеж претили да ће му уништити кућу и породицу ако нешто каже. Принцип је све то потврдио на суђењу, надајући се да ће бар неки од њих спасти живот.
Неђо је најпре осуђен на смрт вешањем, а затим је царском одлуком помилован на 20 година тешке тамнице. Његов отац, Митар Керовић, осуђен је на доживотну робију, а њихов кум, Васо Чубриловић, на 16 година тешке тамнице, док је Цвијан Стјепановић добио 7 година затвора.
Затвореници су били подвргнути редовном и систематском мучењу, што је скратило животе многих. Неђо је тамновао заједно са оцем Митром у Зеници и Мелерсдорфу, где је и умро пола године пре оца, 22. априла 1916. године.
Кости су му 1920. године пренете, заједно са Принциповим, Грабежевим, Чабриновићевим, Миловићевим и Митровићевим у Сарајево, у заједничку гробницу хероја Младе Босне.